# 吴奇逢 (万历进士)
吳奇逢（1576年—？），字當時，號練石，福建福州府闽县民籍泉州府晉江人，晚明政治人物，同進士出身。

## 生平
癸卯福建鄉試二十六名舉人，萬曆三十八年（1610年）登庚戌科會試一百九十六名，廷试三甲二百十七名進士。吏部觀政。授廣東程鄉縣知縣，四十四年調任直隸藁城縣，四十六年陞南京戶部主事。

## 家族
曾祖吳長政；祖吳繼貞；父吳淵；前母蔡氏；母翁氏。永感下。兄民鳳；邦翰（庠生）；茂椿；茂檜；茂柯；用楠；用紀（廩生）；茂栢；茂松；茂槐；茂杞。弟夢俊（庠生）；志在（增生）；爾施（癸卯舉人）；茂楧。